# شورای حکومت سلطنتی

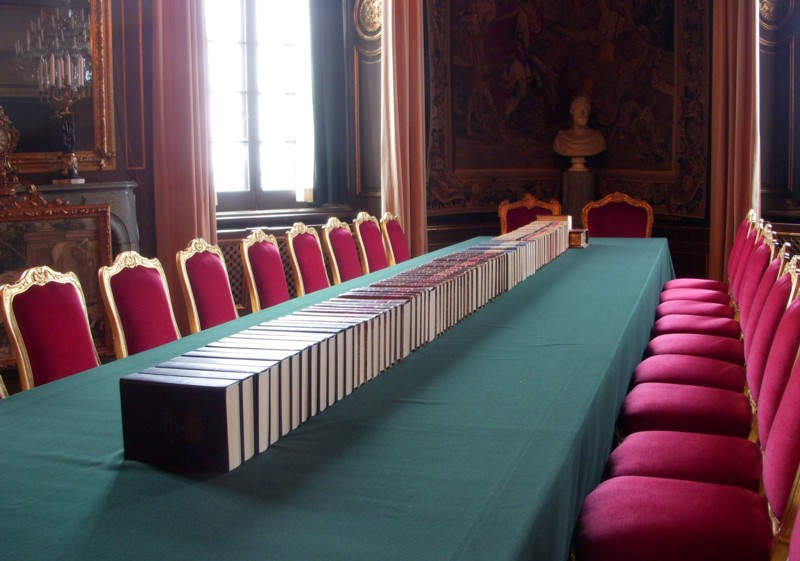
شورای حکومت سلطنتی سوئد، کاخ استکهلم

شورای حکومت سلطنتی (به انگلیسی King-in-Council یا Queen-in-Council بسته به زن یا مرد بودن فرد اول سلطنت) شورایی است که زیر نظر پادشاه یا ملکه در برخی کشورها با سیستم سلطنتی تشکیل می‌شود. هدف از این جلسه تأیید و ابلاغ تصمیمات مهم توسط پادشاه است.